# Piątkowo (powiat chełmiński)
Piątkowo – wieś w Polsce położona w województwie kujawsko-pomorskim, w powiecie chełmińskim, w gminie Lisewo.
W latach 1939–1942 dotychczasową nazwą wsi było Piontkowo, lecz po przeprowadzonej zamianie nazw miejscowości w Okręgu Rzeszy Gdańsk-Prusy Zachodnie, w latach 1942–1945 nazywała się Pentkau.

## Podział administracyjny
W latach 1975–1998 miejscowość należała administracyjnie do województwa toruńskiego.

## Demografia
Według Narodowego Spisu Powszechnego (III 2011 r.) wieś liczyła 111 mieszkańców. Jest trzynastą co do wielkości miejscowością gminy Lisewo.

## Zabytki
Według rejestru zabytków NID na listę zabytków wpisany jest park dworski z końca XIX w., nr rej.: 452 z 26.11.1984.